# 피오트르 파진스키 (태권도 선수)
피오트르 파진스키(폴란드어: Piotr Paziński, 1987년 8월 7일~)는 폴란드의 태권도 선수이다. 2016년 하계 올림픽 남자 웰터급에 참가했고 유럽 선수권 대회에서 동메달 1개를 획득했다.